# デイヴィッド・クック
デイヴィッド・"ゼブ"・クック（David "Zeb" Cook）はアメリカのゲームデザイナーであり、15年以上勤務したTSR社における業績が最も有名である。

## 若年期
クックはミシガン州のイーストランシングで生まれ、父が大学教授として勤めるかたわらに営むアイオワ州の農場で育った。中学校でクックは、アバロンヒルのブリッツクリークやアフリカ軍団のようなウォーゲームを楽しんだ。｢私は初めはウォーゲーマーだった。ただしそれは、当時は市販されているロールプレイングゲームがなかったからだ｣。しかしアイオワ大学のゲームクラブでダンジョンズ&ドラゴンズ・ロールプレイングゲームに出会った。
クックは1977年に英文学で（同時に副専攻の演劇でも）文学士の学位を得た。彼は高校時代からの恋人であるヘレンと結婚し、一人息子のイアンをもうけた。クックはネブラスカ州ミリガンで高校の教師となり、そこで彼の生徒達が彼の愛称である｢ゼブ｣を名付けた。この名前は、TVドラマシリーズのHow the West Was Wonでジェームズ・アーネスが演じたゼブ・マッキャンと彼が似ていたことと、彼の署名の全体の形状が「Z」に見えることに由来する。

## 経歴
クックはドラゴン誌に掲載された、TSRのゲームデザイナー職の求人広告に応募した。当時会社が使っていたデザイナー試験を完了し、試作の小モジュールを書き、クックはTSRの雇用した3人目の常勤ゲームデザイナーとなった。彼は後に上級デザイナーとなった。「ゲームデザインはきつい仕事だ」と彼は言う。「だがする価値のあること全てはきつい仕事だ。重要なのはそれをうまくやること、そしてそれを君が楽しんでやることだ」。クックはロールプレイングゲーム、モジュール、ファミリーボードゲーム、カードゲーム、ルールブック、パーティーミステリーゲームを作成した。
彼はPartyzoneミステリーゲーム系列を創り出し、Partyzoneの最初のゲームであるThe Spy Ringのシナリオは、1985年にGames誌のトップ100ゲームに指名された。TSRにおける他の注目に値する業績は、Conan the Barbarian、The Adventures of Indiana Jones、Star Frontiersロールプレイングゲーム、コンピュータゲームのSiroccoとEscape from New Yorkが挙げられる。クックはまた、初期のD&DとAD&D向けに以下のようないくつかの有力な冒険モジュールを執筆した。A1: Slave Pits of the Undercity、I1: Dwellers of the Forbidden City、X1: The Isle of Dread、X4: Master of the Desert NomadsとX5: Temple of Death（「砂漠の遊牧民」シリーズ）、CM4: Earthshaker!、AC5: Dragon Tiles II、AC2: D&D Game Combat Shield、B6: The Veiled Society、CB1: Conan Unchained!、M1: Blizzard Pass等をD&DとAD&D用に、Top SecretのモジュールとしてTS005: Orient Express、Boot HillのモジュールとしてBH2: Lost Conquistador Mineなど。
クックは、ジム・ウォード、スティーブ・ウィンター、マイク・ブレオーらと共に冒険シナリオを共同執筆し、それはコンピュータゲームのプール・オブ・レイディアンスに使用された。クックがアドバンスト・ダンジョンズ&ドラゴンズ第2版ロールプレイングゲームとプレーンスケープキャンペーンセッティングのメインデザイナーであることは特に有名である。
ある論評者はこの業績を｢アドバンスト・ダンジョンズ&ドラゴンズのかつて製作されたそれの中でも最高のゲーム世界｣と記した。表向きはゲイリー・ガイギャックスの指揮監督下で、彼はオリエンタルアドベンチャー原本の主要製作者であり、これは特に非武装習熟の概念をAD&Dに導入し、極東のセッティングであるカラ・トゥアをデザインした。クックは2008年2月に、Dragonsfootフォーラムのプロジェクト活動を説明した。
クックは1994年、電子媒体の分野で働くため、TSRを去った。彼はCryptic Studiosのコンピュータゲーム、City of Villainsのメインデザイナーであった。彼がCryptic Studiosを去った後、Cheyenne Mountain EntertainmentにビデオゲームStargate Worldsの主要システムデザイナーとして加わった。 
2001年、彼はオリジンの名誉殿堂入りを果たした。